# Marcel Dubois
Marcel Dubois (27 agosto 1886 – 19 febbraio 1955) è stato un lottatore e sollevatore belga.

## Biografia
Partecipò anche ai Giochi olimpici intermedi di Atene 1906, in cui vinse il bronzo nel torneo di lotta greco-romana pesi massimi, e nel sollevmento pesi in cui si piazzò settimo nel concorso con due mani e ottavo in quello a una mano. Si iscrisse anche a diverse gare di atletica leggera, ma non prese parte alle gare.
Rappresentò il Belgio ai Giochi olimpici estivi di Londra 1908, dove si classificò quinto nei pesi medio-massimi.

## Palmarès
- Giochi olimpici intermedi:

Atene 1906: bronzo nei pesi massimi;